# Eucroíta
La eucroíta es un mineral arseniato encuadrado por lo tanto en la clase de los minerales fosfatos. Fue descubierto por primera vez en el yacimiento de cobre de Svätodušná, cerca Ľubietová, en el distrito de Banská Bystrica, Eslovaquia, y fue descrito en 1823 por August Breithaupt. Apareció en forma de cristales incrustados en esquistos con mica asociado a olivenita. Su nombre procede del griego: "eu" (bueno) y "croma" (color), en alusión al bello color que tiene. 

## Características físicas y químicas
Es un arseniato de cobre hidratado, con hidroxilos, en el que el cobre se encuentra en dos lugares estructuralmente distintos. Se encuentra como agregados de color verde esmeralda, de desarrollo generalmente tabular, frágiles. Puede contener algo de fosfato. Es soluble en ácidos.

## Formación y yacimientos
Es un mineral de formación secundaria, que puede encontrarse en la zona de oxidación de algunos yacimientos hidrotermales de otros minerales del cobre. Aparece con frecuencia asociado a olivenita, mineral que puede también pseudomorfizarlo. También aparecen junto con él  otros minerales secundarios de cobre, como crisocola,  parnauita, azurita o malaquita. 
Es un mineral raro, conocido en solamente unas pocas decenas de localidades en el mundo. En España se ha encontrado en la zona de alteración de la mina de oro de carlés, en Salas (Asturias).